# US Pro Squash Series
Die US Pro Squash Series war eine Serie einer unregelmäßigen Anzahl von Turnieren der PSA World Tour, die im Rahmen einer laufenden Saison in den Vereinigten Staaten ausgetragen wurden.
Die US Pro Squash Series wurde 2013 von der PSA und dem US-amerikanischen Verband U.S. Squash ins Leben gerufen, um den kleineren US-amerikanischen Turnieren bessere Marketingmöglichkeiten zu verschaffen. Zur Turnierserie gehörten sämtliche PSA-Turniere der Kategorien Challenger und International auf US-amerikanischem Boden. Die US Open waren damit kein Bestandteil der Turnierserie. Je nach Abschneiden auf den Turnieren erhielten die Spieler eine gewisse Punktzahl. Am Ende der Saison wurden die drei Spieler mit der höchsten akkumulierten Punktzahl mit einem zusätzlichen Preisgeld belohnt. Die Gesamtsumme beträgt 10.000 US-Dollar, von der der Sieger 5.000 US-Dollar, der Zweitplatzierte 3.000 US-Dollar und der Drittplatzierte 2.000 US-Dollar erhält.
Der erste Sieger im Jahr 2013 war der US-Amerikaner Julian Illingworth. In der Saison 2012/13 waren insgesamt 16 Turniere Teil der US Pro Squash Series. Dabei gelang es keinem Spieler, mehr als eines dieser Turniere zu gewinnen.

## Punktesystem
| Turnierkategorie     | Preisgeld | S    | F   | HF  | VF  | 1R   |
| -------------------- | --------- | ---- | --- | --- | --- | ---- |
| PSA International 70 | $70,000+  | 1225 | 805 | 490 | 300 | 175  |
| PSA International 50 | $50,000+  | 875  | 575 | 350 | 215 | 125  |
| PSA International 35 | $35,000+  | 615  | 405 | 245 | 150 | 90   |
| PSA International 25 | $25,000+  | 440  | 290 | 175 | 105 | 60   |
| PSA Challenger 15    | $15,000+  | 265  | 175 | 105 | 65  | 40   |
| PSA Challenger 10    | $10,000+  | 175  | 115 | 70  | 45  | 25   |
| PSA Challenger 5     | $5,000+   | 90   | 60  | 35  | 20  | 12,5 |

Spieler mussten, sofern die US Pro Squash Series aus mehr mindestens 12 Turnieren besteht, an mindestens vier Turnieren teilnehmen, um für einen Top-3-Platz in der Gesamtwertung der Serie gewertet zu werden.

## Gesamtstände
| Jahr                  | Spieler               | Punkte | Turniere |
| --------------------- | --------------------- | ------ | -------- |
| 2012/13 (16 Turniere) | 1. Julian Illingworth | 545    | 6        |
| 2012/13 (16 Turniere) | 2. Campbell Grayson   | 495    | 6        |
| 2012/13 (16 Turniere) | 3. Farhan Zaman       | 460    | 6        |
| 2013/14 (22 Turniere) | 1. Campbell Grayson   | 900    | 8        |
| 2013/14 (22 Turniere) | 2. Ryan Cuskelly      | 775    | 7        |
| 2013/14 (22 Turniere) | 3. Todd Harrity       | 725    | 11       |
| 2014/15 (20 Turniere) | 1. Ryan Cuskelly      | 1.380  | 5        |
| 2014/15 (20 Turniere) | 2. Alan Clyne         | 880    | 4        |
| 2014/15 (20 Turniere) | 3. César Salazar      | 620    | 4        |